# (21392) Helibrochier
(21392) Helibrochier (1998 FH32) – planetoida z pasa głównego asteroid okrążająca Słońce w ciągu 3,45 lat w średniej odległości 2,28 j.a. Odkryta 20 marca 1998 roku.